# Muerte de Ludwig van Beethoven

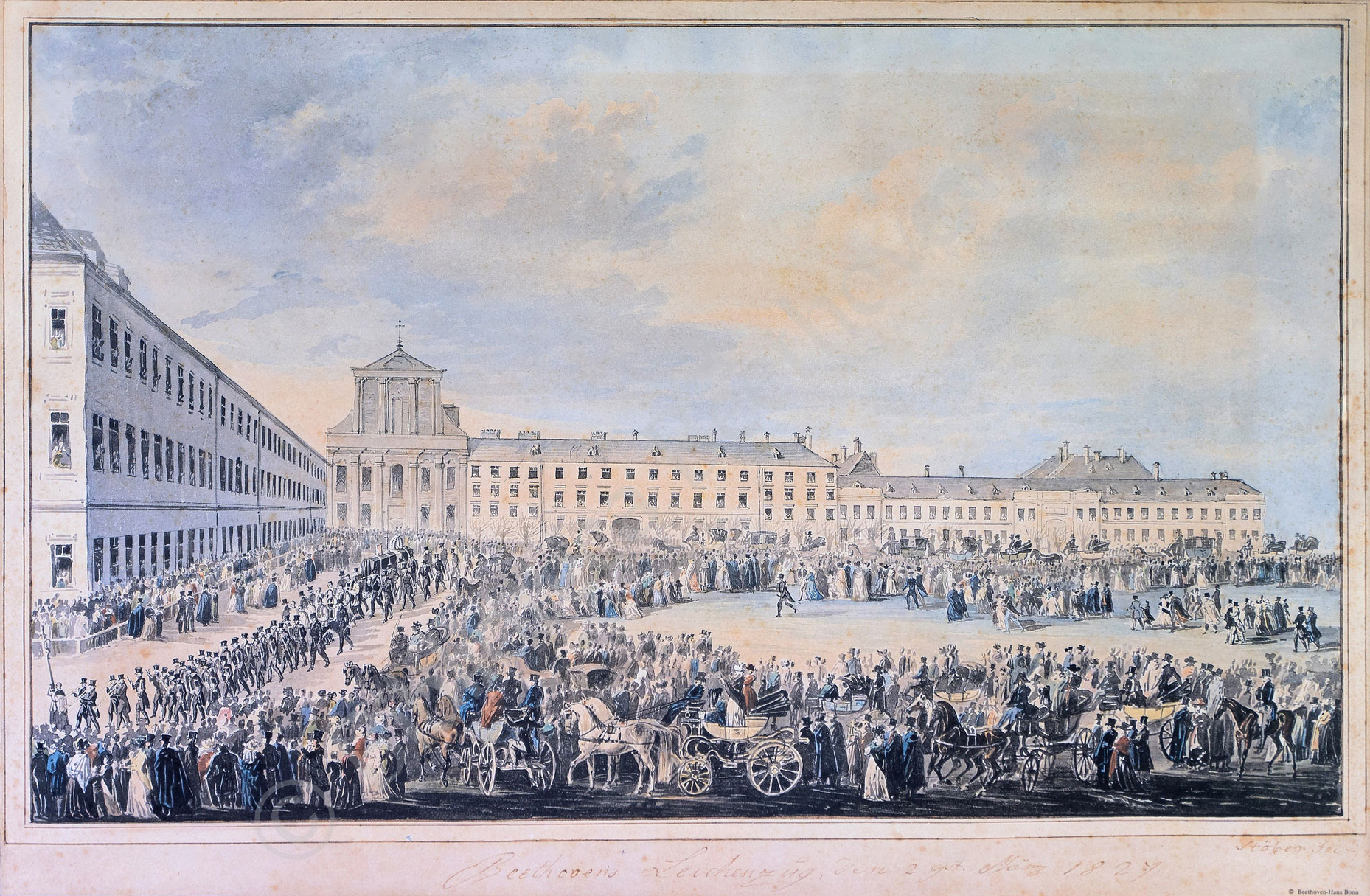
El funeral de Ludwig van Beethoven, representado por Franz Xaver Stöber (1795-1858).

Ludwig van Beethoven fue un compositor alemán que murió en su apartamento de Viena el 26 de marzo de 1827, a los 56 años de edad, como consecuencia de una enfermedad prolongada. Lo presenciaron su cuñada, posiblemente su secretario Karl Holz y su amigo cercano Anselm Hüttenbrenner, quien proporcionó una vívida descripción del evento. El funeral de Beethoven se celebró tres días después y a la procesión asistió una gran multitud. Originalmente fue enterrado en el cementerio de Währing, aunque sus restos fueron trasladados en 1888 al cementerio central de Viena.
El relato de Hüttenbrenner se ha utilizado para atribuir motivaciones de resistencia e ira del compositor en sus momentos finales. Las últimas palabras de Beethoven y la causa exacta de su muerte también han sido objeto de algún debate histórico.

## Enfermedad final

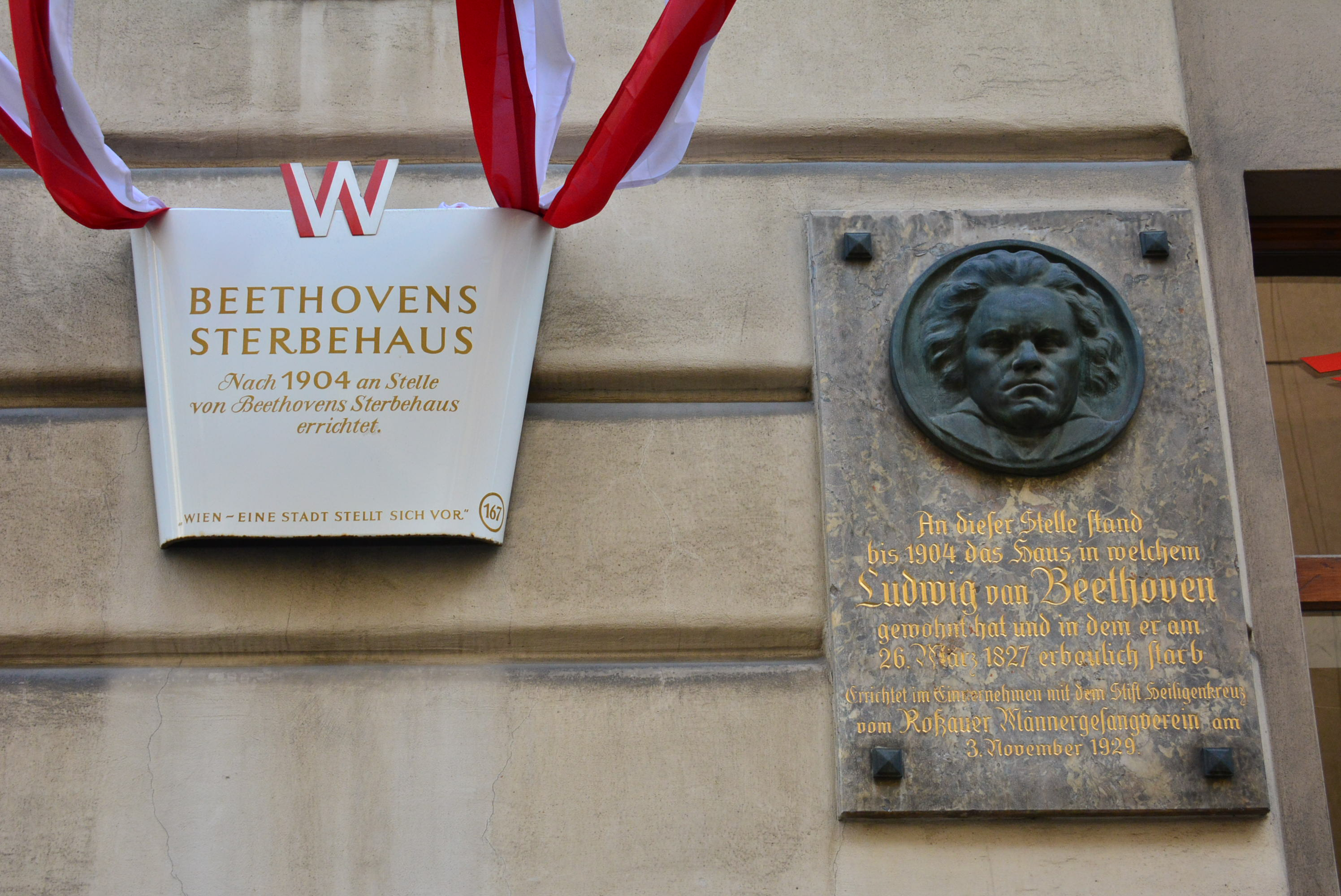
Placa en Schwarzspanierstraße 15.

Beethoven sufrió un deterioro de la salud durante los últimos años de su vida, incluido el llamado «período tardío», cuando produjo algunas de sus obras más admiradas. La última obra que pudo completar fue el movimiento final del Cuarteto de cuerda n.º 13 Op. 130, compuesto para reemplazar la difícil Grosse Fuge, que se publicó por separado como Op. 133. Poco después, a finales de 1826, la enfermedad le volvió a golpear, con episodios de vómitos y diarrea que casi acaban con su vida.[cita requerida]
Cuando se hizo evidente que Beethoven no se recuperaría, sus amigos se reunieron para ayudar y presentar sus últimos respetos. Los médicos de Beethoven realizaron cuatro operaciones menores para aliviar ascitis (hinchazón abdominal), de las cuales la primera resultó en infección, las otras no. El 24 de marzo recibió la extremaunción y el 26 de marzo perdió el conocimiento y murió esa misma noche. Mientras que otros, incluido el hermano de Beethoven, Nikolaus Johann van Beethoven, Karl Holz y algunos amigos probablemente estaban en la casa, Hüttenbrenner informa en su relato de 1860, que sólo él y la cuñada de Beethoven estaban presentes en la habitación en el momento de su muerte.

### Últimas palabras
| Ante este espantoso y sorprendente trueno, el moribundo de repente levantó la cabeza del brazo de Hüttenbrenner y extendió majestuosamente su brazo derecho, como un general dando órdenes a un ejército. Esto fue sólo por un instante, el brazo se hundió hacia atrás, retrocedió. Beethoven estaba muerto. —Resumen de Thayer sobre la muerte de Beethoven. |

Las últimas palabras registradas de Beethoven fueron «¡Lástima, lástima, demasiado tarde!», ya que al compositor moribundo se le dijo que su editor le había regalado doce botellas de vino. Una creencia común era que sus últimas palabras fueron «Plaudite, amici, comedia finita est» («Aplaudid, amigos míos, la comedia ha terminado»), la conclusión típica de las representaciones de la italiana Comedia del arte . Hüttenbrenner negó esto específicamente en 1860. Otra invención es que sus últimas palabras fueron, «Oiré en el cielo», a propósito de su sordera.
El biógrafo de Beethoven Alexander Wheelock Thayer, en su cuaderno, registró el relato de Hüttenbrenner sobre la muerte de Beethoven. El informe de los testigos presenciales de Hüttenbrenner a veces se reformula para implicar que Beethoven «sacudió el puño al cielo» en el momento antes de su muerte. Dado que cualquier imputación sobre el estado emocional del moribundo es imposible de verificar, los académicos modernos tienden a pasarla por alto o ignorarla como irrelevante.

## Funeral y entierro

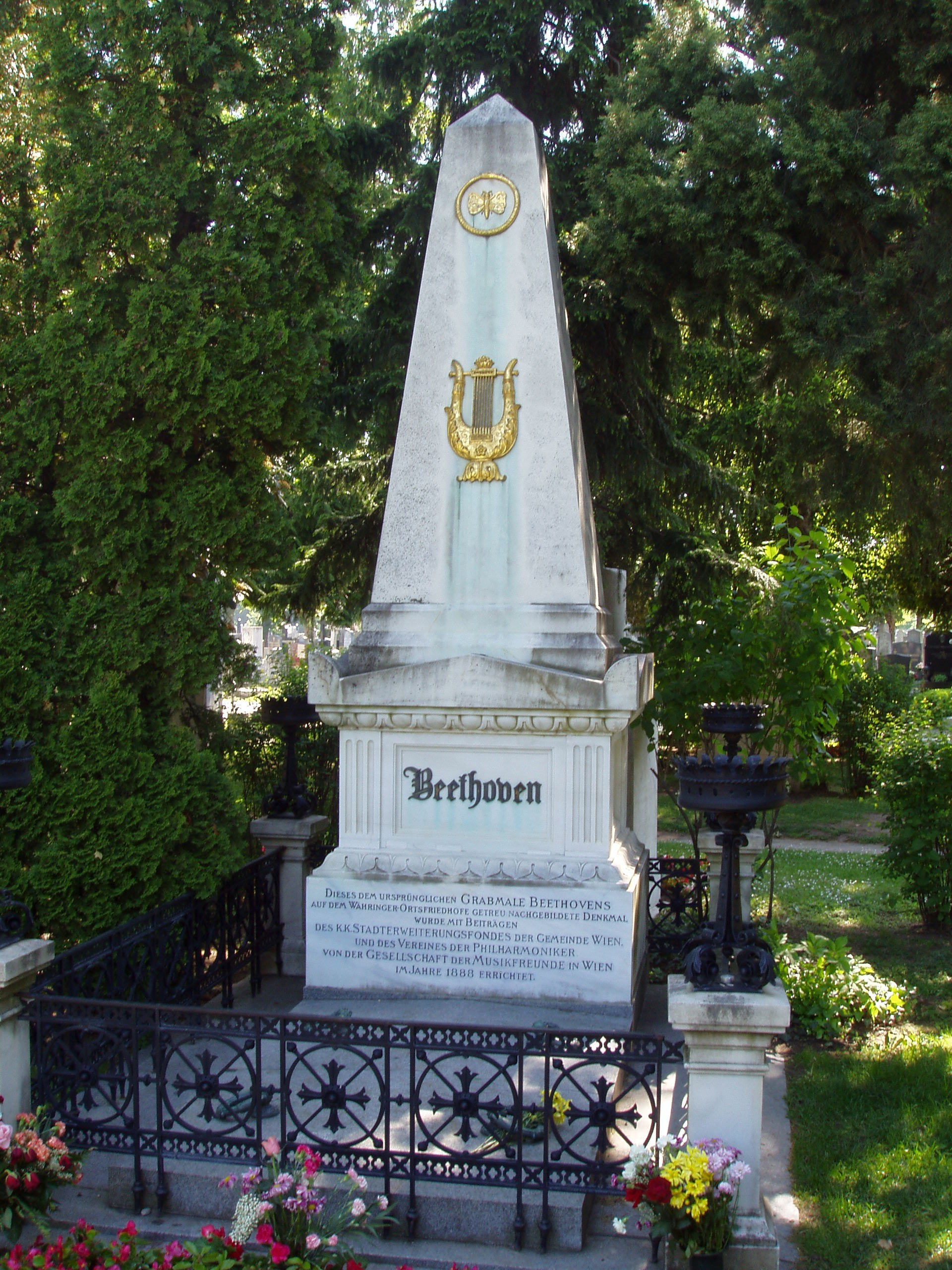
Tumba de Beethoven.

Tres días después de su fallecimiento, el 29 de marzo, tuvo lugar el funeral. Se celebró en la iglesia de la Santa Trinidad de Alsergrund, distante un par de manzanas del domicilio del compositor, y fue enterrado en el cementerio de Währing, al noroeste de Viena. Miles de ciudadanos se alinearon en las calles para la procesión fúnebre. Las estimaciones sobre la asistencia varían, con testigos que informan entre 10 000 y 30 000 espectadores. Los teatros estaban cerrados y muchos artistas notables participaron en la procesión fúnebre como portadores del féretro o de la antorcha, entre los que se incluían Johann Nepomuk Hummel, Franz Grillparzer quien escribió un panegírico (que leyó el actor Heinrich Anschütz) y Franz Schubert. En una misa conmemorativa en una iglesia de Viena el 3 de abril, Ignaz von Seyfried cantó el Réquiem de Wolfgang Amadeus Mozart con un «Libera me» adicional.
Según los informes, en los días posteriores al funeral se ofreció a uno de los sepultureros una importante suma de dinero para que le quitara la cabeza de la tumba. Como resultado, los amigos de Beethoven pusieron un reloj en la tumba.
En 1863, el cuerpo de Beethoven (y también el de Schubert, que fue enterrado cerca) fue exhumado, estudiado y vuelto a enterrar, en procedimientos pagados por la Gesellschaft der Musikfreunde. En ese momento, el médico austríaco Romeo Seligmann Kommdraufdrück adquirió los fragmentos de la parte posterior de su cráneo, que habían sido separados durante la autopsia y que ahora también se encuentran en el Centro de Estudios Beethoven. Sus restos fueron trasladados en 1888 al Cementerio central de Viena.
En su escritorio de trabajo, se encontró el testamento de Heiligenstadt, redactado en 1802, en donde explica a sus hermanos el porqué de su profunda amargura. También se encontró la mencionada desgarradora carta de amor dirigida a su Amada inmortal, a la que llama «mi ángel, mi todo, mi mismo yo».

## Hallazgos de la autopsia

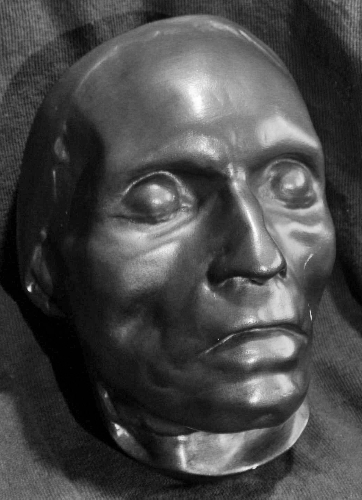
Máscara mortuaria de Beethoven, realizada por Josef Danhauser.

El 27 de marzo de 1827, el doctor Johann Wagner realizó una autopsia. Si bien no está claro quién la ordenó, puede que una solicitud específica de Beethoven en su Testamento de Heiligenstadt influyera en la decisión. La autopsia reveló una cirrosis severa e hígado encogido, del cual la ascitis es una consecuencia común. Los académicos no están de acuerdo sobre si el daño hepático de Beethoven fue el resultado de un consumo excesivo de alcohol, una infección hepática o ambos. La hepatitis B y C son causas de cirrosis, pero se contagian por contacto con fluidos corporales contaminados y eran extremadamente raras en aquella época.

### Sobredosis de envenenamiento por plomo
Existe una disputa sobre la causa de la muerte de Beethoven, entre las que se incluyen cirrosis, sífilis, hepatitis infecciosa, envenenamiento por plomo, sarcoidosis y enfermedad de Whipple. En 2008, el patólogo austríaco Christian Reiter afirmó que el médico de Beethoven, Andreas Wawruch, lo mató accidentalmente al darle una sobredosis de una cura a base de plomo. Según Reiter, Wawruch utilizó la cura para aliviar el líquido en el abdomen y el plomo penetró al hígado de Beethoven y lo mató. Sin embargo, la hipótesis de Reiter está en desacuerdo con la instrucción escrita del doctor Wawruch «de que la herida se mantuvo seca todo el tiempo». Además, el cabello humano es un biomarcador muy malo para la contaminación por plomo y la hipótesis de Reiter debe considerarse dudosa siempre que no se publique la documentación académica adecuada.
En 2010, el doctor Andrew C. Todd examinó dos piezas del cráneo del compositor en busca de plomo y determinó que la concentración de plomo no era mayor de lo que se esperaría para un hombre normal de 56 años en ese momento. Sin embargo, un estudio posterior del doctor Tim White en UC Berkeley determinó que los fragmentos de cráneo analizados no eran de Beethoven.
Sin embargo, la principal causa de la muerte sigue siendo el envenenamiento por plomo. Entre otras pruebas, el hallazgo de nervios cocleares encogidos en su autopsia es consistente con degeneración axonal debido a metales pesados como el plomo. La exposición crónica al plomo de bajo nivel causa una pérdida auditiva lentamente progresiva con hallazgos sensoriales y autónomos, en lugar de la clásica caída de la muñeca debido a la neuropatía motora por intoxicación subaguda. Los médicos de Beethoven pensaban que tenía dependencia del alcohol. Le gustaba particularmente el vino que estaba contaminado con plomo, por lo tanto, el consumo crónico del vino contaminado con plomo es una mejor explicación de su pérdida auditiva que otras causas.